# بوبولاريسيما 2022
بوبولاريسيما 2022 (بالإيطالية: La Popolarissima 2022)‏ هو سباق دراجات هوائية، وهو موسم من لا بوبولاريسيما ‏، وأقيم في 20 مارس 2022 ضمن سباقات طواف أوروبا للدراجات 2022.
فاز بالمركز الأول  نيكولاس غوميز خاراميو ‏، وبالمركز الثاني  Francesco della Lunga ‏، وبالمركز الثالث  Matteo Baseggio ‏.

## الفائزون
| الترتيب | الفائز                   |
| ------- | ------------------------ |
| الفائز  | Nicolás Gómez Jaramillo ‏ |
| الثاني  | Francesco della Lunga ‏   |
| الثالث  | Matteo Baseggio ‏         |

## وصلات خارجية
- لمحة عن سباق بوبولاريسيما 2022 على موقع  ProCyclingStats   (برو  سايكلنج  ستاتس) - إحصاءات  محترفي  الدراجات.

- بوبولاريسيما 2022 على موقع إحصائيات الدراجات الإحترافية (الإنجليزية)